# كلود ليلوش
كلود ليلوش (بالفرنسية: Claude Lelouch)‏ (و. 1937 – م) هو مخرج سينمائي، وcamera operator، ومونتير، وممثل، وكاتب سيناريو، ومنتج أفلام، وكاتب من فرنسا . ولد في باريس .

## جوائز وترشيحات
حصل على جوائز منها:
- جائزة الأوسكار لأفضل كتابة، عن عمل:رجل وامرأة.

ترشح لـ:
- جائزة الأوسكار لأفضل مخرج، عن عمل:رجل وامرأة
- جائزة الأوسكار لأفضل كتابة، عن عمل:رجل وامرأة
- جائزة الأوسكار لأفضل كتابة، عن عمل:And Now My Love.

## روابط خارجية
- كلود ليلوش على موقع IMDb (الإنجليزية)
- كلود ليلوش على موقع الموسوعة البريطانية (الإنجليزية)
- كلود ليلوش على موقع مونزينجر (الألمانية)
- كلود ليلوش على موقع قاعدة بيانات الأفلام العربية
- كلود ليلوش على موقع ألو سيني (الفرنسية)
- كلود ليلوش على موقع ميوزك برينز (الإنجليزية)
- كلود ليلوش على موقع تيرنر كلاسيك موفيز (الإنجليزية)
- كلود ليلوش على موقع أول موفي (الإنجليزية)
- كلود ليلوش على موقع قاعدة بيانات الأفلام السويدية (السويدية)
- كلود ليلوش على موقع إن إن دي بي (الإنجليزية)